# Д'Аламбер (місячний кратер)
Кратер д'Аламбер (лат. d'Alembert) — величезний ударний кратер у північній півкулі зворотного боку Місяця. Назва присвоєна на честь французького науковця-енциклопедиста, філософа, математика і механіка Жана Лерона д'Аламбера (1717—1783) й затверджено Міжнародним астрономічним союзом у 1970 році. Утворення кратера відбулося у нектарському періоді.

## Опис кратера

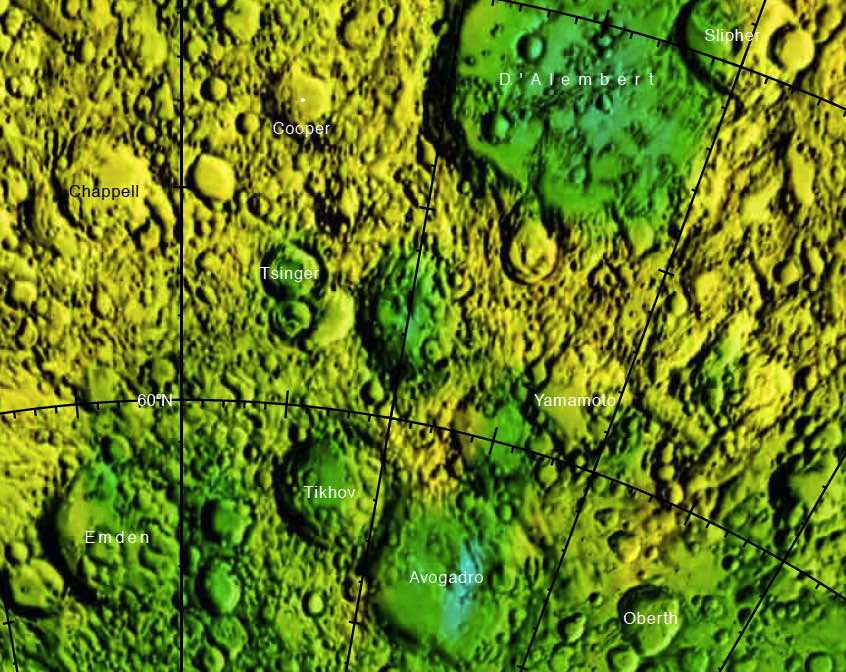
Околиці кратера д'Аламбер. Фрагмент мапи зворотного боку Місяця

Найближчими сусідами кратера є кратер Ван-Райн на заході, кратер Штермер на північному заході, кратер Ямамото на півночі північному заході, кратер Цінгер на північному сході, кратер Купер на сході, кратери Чернишов і Чандлер на південному сході, кратер Ланжевен на півдні і кратер Кемпбелл на південному заході. У південно-західній частині кратера д'Аламбер знаходиться кратер Слайфер. Селенографічні координати центру кратера 51°04′ пн. ш. 164°53′ сх. д. / 51.07° пн. ш. 164.89° сх. д., діаметр 234 км, глибина 3,1 км.
Вал кратера зазнав суттєвих руйнувань і перекривається численними слідами імпактних подій, отриманими за час свого існування. висота валу над навколишньою місцевістю сягає 2130 м. Північно-західна частина внутрішнього схилу перекрита великим кратером з широким розломом, що відходить у східному напрямку. Дно чаші кратера рівне, поцятковане безліччю кратерів різного розміру. У південно-західній частині дно чаші перетнуте, покрите породами викинутими при утворенні кратера Слайфер. У центральній частині чаші розташовано декілька неглибоких борозен.

## Сателітні кратери
| д'Аламбер | Координати                                                  | Діаметр, км |
| --------- | ----------------------------------------------------------- | ----------- |
| E         | 52°38′ пн. ш. 168°04′ сх. д. / 52.64° пн. ш. 168.06° сх. д. | 20,2        |
| G         | 50°42′ пн. ш. 167°22′ сх. д. / 50.7° пн. ш. 167.37° сх. д.  | 17,9        |
| J         | 47°20′ пн. ш. 170°18′ сх. д. / 47.33° пн. ш. 170.3° сх. д.  | 20,3        |
| Z         | 55°15′ пн. ш. 165°46′ сх. д. / 55.25° пн. ш. 165.77° сх. д. | 41,7        |

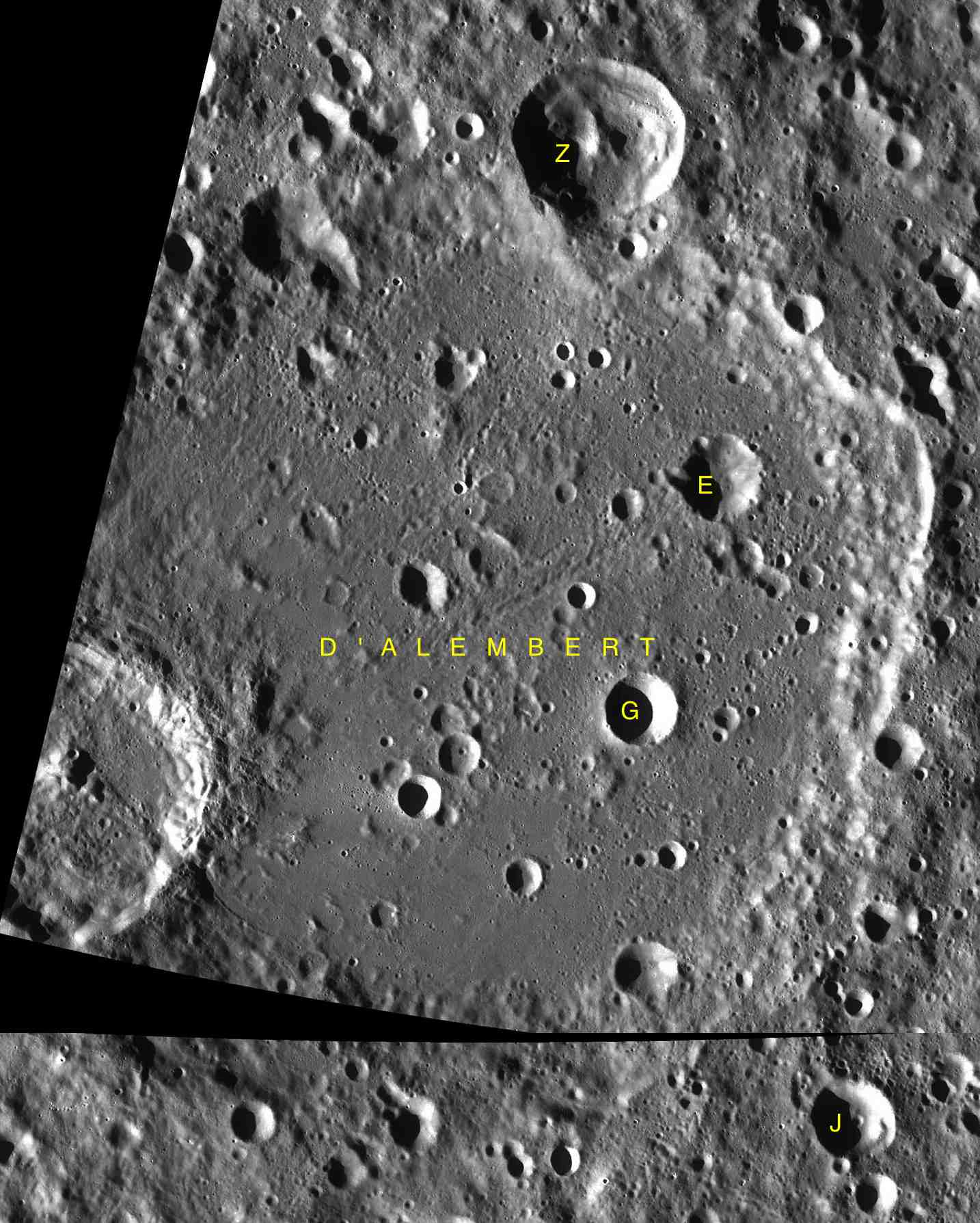
Фрагменти мап LAC-18, LAC-32

- Утворення сателітного кратера d'Аламбер Z відбулося у пізньоімбрійському періоді[5].

## Галерея

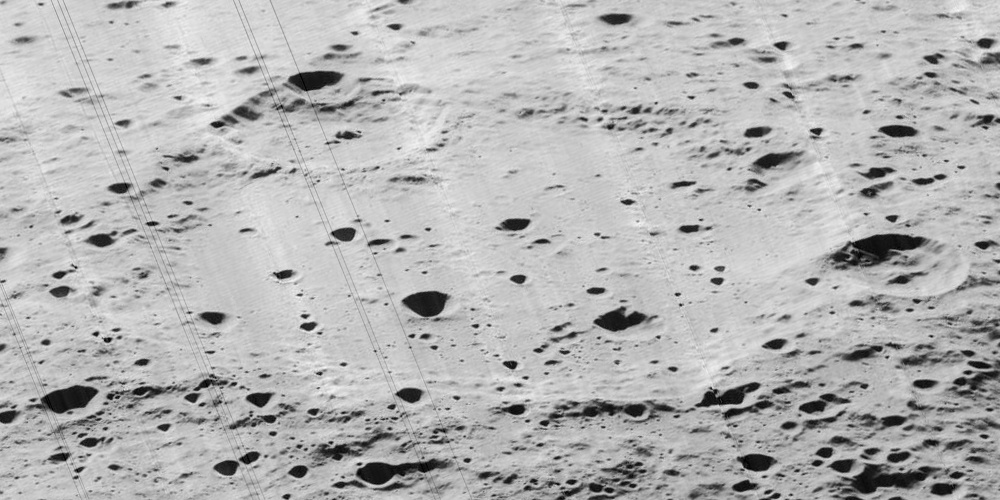
Кратер д’Аламбер. Світлина зонда Lunar Orbiter - V.